# آنی خاچیکیان (هنرپیشه)
آنی خاچیکیان (ارمنی: Անի Խաչիկյան؛ زادهٔ ۴ ژوئن ۱۹۹۱) بازیگر، مجری تلویزیونی اهل ارمنستان است. وی از سال ۲۰۱۲ میلادی تاکنون مشغول فعالیت بوده است.

## زندگی‌نامه
وی در ۴ ژوئن ۱۹۹۱ به دنیا آمد.

## گزیده فیلم‌شناسی
از فیلم‌ها یا برنامه‌های تلویزیونی که وی در آن نقش داشته است می‌توان به سوپر مامای ۲ و بخش ویژه اشاره کرد.